# Publikacje i dokumenty Benedykta XVI
Poniżej znajduje się zbiór publikacji i dokumentów Benedykta XVI (Josepha Ratzingera), które opublikował przed i podczas pontyfikatu.

## jako Joseph Ratzinger (do 2005)
- Nuove irruzioni dello Spirito. I movimenti nella Chiesa, Milano 2006 (wyd. polskie Nowe porywy Ducha. Ruchy odnowy w Kościele, Kielce 2006. ISBN 978-83-7660-636-1)
- Werte in Zeiten des Umbruchs, Freiburg im Breisgau 2005.
- Unterwegs zu Jesus Christus, Augsburg 2003.
- Glaube – Wahrheit – Toleranz. Das Christentum und die Weltreligionen, 2. Aufl., Freiburg i. Brsg. 2003. (wyd. polskie Wiara Prawda Tolerancja. Chrześcijaństwo a religie światowe, Kielce 2004. ISBN 83-7224-828-1)
- Gott ist uns nah. Eucharistie: Mitte des Lebens. Hrsg. von Horn, Stephan Otto/ Pfnür, Vinzenz, Augsburg 2001.
- Gott und die Welt. Glauben und Leben in unserer Welt. Ein Gespräch mit Peter Seewald, Köln 2000. (wyd. polskie Bóg i świat z kardynałem Josephem Ratzingerem rozmawia Peter Seewald, Kraków 2001. ISBN 83-240-0107-7; wyd. II, Kraków 2005. ISBN 83-240-0592-7)
- Der Geist der Liturgie. Eine Einführung, 4. Aufl., Freiburg i. Brsg. 2000. (wyd. polskie Duch liturgii, Poznań 2002.)
- Vom Wiederauffinden der Mitte. Texte aus vier Jahrzehnten, Freiburg i. Brsg. 1997.
- Salz der Erde. Christentum und katholische Kirche an der Jahrtausendwende. Ein Gespräch mit Peter Seewald, Wilhelm Heyne Verlag, München, 1996. ISBN 3-453-14845-2 (wyd. polskie Sól ziemi. Chrześcijaństwo i Kościół katolicki na przełomie tysiącleci, Kraków 1997. ISBN 83-7006-583-X; wyd. II, Kraków 2005. ISBN 83-240-0585-4)
- Wahrheit, Werte, Macht. Prüfsteine der pluralistischen Gesellschaft, Freiburg/ Basel/ Wien 1993.
- Zur Gemeinschaft gerufen. Kirche heute verstehen, Freiburg/ Basel/ Wien 1991.
- Auf Christus schauen. Einübung in Glaube, Hoffnung, Liebe, Freiburg/ Basel/ Wien 1989.
- Abbruch und Aufbruch. Die Antwort des Glaubens auf die Krise der Werte, München 1988.
- Kirche, Ökumene und Politik. Neue Versuche zur Ekklesiologie [Robert Spaemann zum 60. Geburtstag zugeeignet], Einsiedeln 1987.
- Politik und Erlösung. Zum Verhältnis von Glaube, Rationalität und Irrationalem in der sogenannten Theologie der Befreiung (= Rheinisch-Westfälische Akademie der Wissenschaften: G (Geisteswissenschaften), Bd. 279), Opladen 1986.
- Raport o stanie wiary – wywiad rzeka przeprowadzony przez Vittorio Messoriego w 1985.
- Theologische Prinzipienlehre. Bausteine zur Fundamentaltheologie (= Wewelbuch, Bd. 80), München 1982.
- Das Fest des Glaubens. Versuche zur Theologie des Gottesdienstes, 2. Aufl., Einsiedeln 1981.
- Eschatologie, Tod und ewiges Leben, Leipzig 1981. (wyd. polskie Eschatologia, śmierć i życie wieczne, Poznań 1985)
- Glaube, Erneuerung, Hoffnung. Theologisches Nachdenken über die heutige Situation der Kirche. Hrsg. von Kraning, Willi, Leipzig 1981.
- Umkehr zur Mitte. Meditationen eines Theologen, Leipzig 1981.
- Zum Begriff des Sakramentes (= Eichstätter Hochschulreden, Bd. 79), München 1979.
- Die Tochter Zion. Betrachtungen über den Marienglaube der Kirche, Einsiedeln 1977.
- Der Gott Jesu Christi. Betrachtungen über den Dreieinigen Gott, München 1976. (wyd. polskie Bóg Jezusa Chrystusa, Kraków 2006. ISBN 83-240-0713-X)
- Das neue Volk Gottes. Entwürfe zur Ekklesiologie (Topos-Taschenbücher, Bd. 1) Düsseldorf 1972.
- Die Einheit der Nationen. Eine Vision der Kirchenväter (= Bücherei der Salzburger Hochschulwochen), Salzburg u.a. 1971.
- Das Problem der Dogmengeschichte in der Sicht der katholischen Theologie (= Arbeitsgemeinschaft für Forschungen des Landes Nordrhein-Westfalen: Geisteswissenschaften, Bd. 139), Köln u.a. 1966.
- Die letzte Sitzungsperiode des Konzils (= Konzil, Bd. 4), Köln 1966.
- Ereignisse und Probleme der dritten Konzilsperiode (= Konzil, Bd. 3), Köln 1965.
- Die erste Sitzungsperiode des Zweiten Vatikanischen Konzils. Ein Rückblick (= Konzil, Bd. 1), Köln 1963.
- Das Konzil auf dem Weg. Rückblick auf die 2. Sitzungsperiode des 2. Vatikanischen Konzils (= Konzil, Bd. 2), Köln 1963.
- Die christliche Brüderlichkeit, München 1960.
- Die Geschichtstheologie des heiligen Bonaventura (Habilitationsschrift), München u.a. 1959. (wyd. polskie Świętego Bonawentury teologia historii, Lublin 2010, ISBN 978-83-7702-062-3)
- Volk und Haus Gottes in Augustins Lehre von der Kirche (= Münchner theologische Studien 2/7, zugl. München, Univ., Diss., 1951.), München 1954.
- Dogma und Verkündigung
- Einführung in das Christentum, München 1968. (wyd. polskie Wprowadzenie w chrześcijaństwo, Kraków 1994. ISBN 83-7006-260-1)
- Autobiografia Aus meinem Leben. Erinnerungen 1927-1977, wydanie polskie: Moje życie, Edycja Świętego Pawła, Częstochowa, 2005, ISBN 83-7424-049-0.

## jako Benedykt XVI (2005–2013)

### Dokumenty papieskie

#### Encykliki
Benedykt XVI wydał trzy encykliki:
- 25 stycznia 2006: Deus caritas est (Bóg jest miłością)
- 30 listopada 2007: Spe salvi (W nadziei zbawieni)
- 29 czerwca 2009: Caritas in veritate (Miłość w prawdzie)

#### Adhortacje apostolskie
Benedykt XVI wydał cztery adhortacje apostolskie:
- 22 lutego 2007: Sacramentum Caritatis (Sakrament miłości)
- 30 września 2010: Verbum Domini (Słowo Pańskie)
- 19 listopada 2011: Africae Munus (Zadanie Afryki)
- 14 września 2012: Ecclesia in Medio Oriente (Kościół na Bliskim Wschodzie)

#### Motu propria
Benedykt XVI wydał 18 Motu propria:
- 31 maja 2005: L'antica e venerabile Basilica o nowych formach sprawowania kultu w bazylice Świętego Pawła za Murami
- 28 czerwca 2005: Zatwierdzenie i publikacja Kompendium Katechizmu Kościoła Katolickiego
- 9 listopada 2005: Totius orbis o nowym statusie bazylik: Świętego Franciszka i Matki Bożej Anielskiej w Asyżu
- 11 czerwca 2007: De Aliquibus Mutationibus o niektórych modyfikacjach norm dotyczących wyboru Biskupa Rzymu
- 7 lipca 2007: Summorum Pontificum o stosowaniu liturgii rzymskiej w postaci sprzed reformy przeprowadzonej w 1970 roku (dot. Nadzwyczajnej formy rytu rzymskiego)
- 21 czerwca 2008: Antiqua ordinatione o prawach własnych Najwyższego Trybunału Sygnatury Apostolskiej
- 2 lipca 2009: Ecclesiae Unitatem o włączeniu Komisji Papieskiej Ecclesia Dei w struktury Kongregacji Nauki Wiary
- 7 lipca 2009: Zatwierdzenie nowego statutu Ufficio del Lavoro della Sede Apostolica (ULSA)
- 26 października 2009: Omnium in mentem o zmianach w Kodeksie Prawa Kanonicznego
- 21 września 2010: Ubicumque et semper o powołaniu do życia Papieskiej Rady ds. Krzewienia Nowej Ewangelizacji
- 30 grudnia 2010: o zapobieganiu oraz zwalczaniu nielegalnej działalności finansowej oraz monetarnej
- 30 sierpnia 2011: Quaerit semper o przeniesieniu spraw dyscyplinarnych sakramentów małżeństwa i kapłaństwa z Kongregacji Kultu Bożego i Dyscypliny Sakramentów do Roty Rzymskiej
- 11 października 2011: Porta Fidei o ogłoszeniu Roku Wiary
- 10 listopada 2012: Latina lingua o powstaniu Papieskiej Akademii Języka i Kultury Łacińskiej
- 11 listopada 2012: Intima Ecclesiæ natura o posłudze miłości (działalności charytatywnej Kościoła)
- 25 stycznia 2013: Ministrorum institutio o przeniesieniu na Kongregację ds. Duchowieństwa pieczy nad seminariami, które podlegały dotychczas kompetencjom Kongregacji Edukacji Katolickiej
- 25 stycznia 2013: Fides per doctrinam o przeniesieniu Międzynarodowej Rady Katechetycznej, którą dotychczas zajmowała się Kongregacja ds. Duchowieństwa, do kompetencji Papieskiej Rady ds. Krzewienia Nowej Ewangelizacji
- 22 lutego 2013: Normas Nonnullas o modyfikacjach i uściśleniach do poświęconej wyborowi Papieża konstytucji apostolskiej Jana Pawła II Universi Dominici gregis z 1996 r.

#### Konstytucje apostolskie
Benedykt XVI wydał ponad 10 Konstytucji apostolskich:
- 24 maja 2005: Carthaginensis
- 24 czerwca 2005: Gulbargensis
- 5 lipca 2005: Sindhudurgiensis
- 8 lipca 2005: Auguensis
- 20 lipca 2005: Iaipurensis
- 12 września 2005: Dominae Nostrae Naregensis
- 19 września 2005: Yorensis
- 21 września 2005: Serrignensis
- 22 listopada 2005: Barianensi
- 4 listopada 2009: Anglicanorum coetibus
- 11 stycznia 2012: Tenkodogoënsis
- 13 stycznia 2012: Segheneitensis
- 6 marca 2012: Faridabadensis Syro-Malabarensium
- 18 stycznia 2013: Sanctae Familiae Londiniensis

#### Publikacje papieskie
- Boża rewolucja (2006)
- Jezus z Nazaretu (tom I – 16 kwietnia 2007, tom II – 2011, tom III – 2012)
- Światłość świata (2011, wywiad Petera Seewalda)